# Moddershall
Moddershall – wieś w Anglii, w hrabstwie Staffordshire. Leży 14 km od miasta Stafford. Moddershall jest wspomniana w Domesday Book (1086) jako Modredeshale.